# 에너미 오브 스테이트
《에너미 오브 스테이트》(영어: Enemy of the State)는 1998년에 개봉한 미국의 액션 스릴러 영화다. 토니 스콧 감독의 연출작으로 데이비드 마코니가 각본을 썼다.

## 줄거리
변호사인 주인공(윌 스미스)이 한 가게에서 아내의 선물을 사고 나선다. 그러던 중 동창인 데니얼(제이슨 리)과 우연히 마주치게 된다. 레이놀즈(존 보이트)가 이끄는 국가안보국으로부터 쫓기던 데니얼은 주인공의 쇼핑백에 디스켓 하나를 몰래 넣고서 황급히 사라진다. 이후 주인공은 이유도 모른채 해고되고, 카드가 정지되고 모든 일이 꼬이기 시작한다. 이후 정보 브로커인 브릴(진 해크먼)의 도움으로 자신의 상황을 알게 된 주인공은 자신이 처한 난국을 헤쳐 나가기 위해 고군분투한다.

## 출연
- 윌 스미스 : 로버트 클레이턴 딘
- 진 해크먼 : 에드워드 "브릴" 라일
- 존 보이트 : 토마스 브라이언 레이놀즈
- 잭 블랙 : 피들러
- 배리 페퍼 : 데이비드 프렛
- 레지나 킹 : 칼라 딘 (아내)
- 자스카 워싱턴[1] : 에릭 딘 (아들)
- 이안 하트 : 존 빙햄
- 리사 보넷 : 레이첼 F. 뱅크스
- 제임스 러그로 : 제리 밀러
- 제이크 부시 : 크러그
- 스콧 칸 : 존스
- 제이미 케네디 : 제이미 윌리엄스
- 제이슨 리 : 데니얼 리언 자비츠
- 개브리얼 번 : 가짜 브릴
- 스튜어트 윌슨 : 샘 앨버트 의원
- 애나 건 : 에밀리 레이놀즈
- 로라 케이우엣[1] : 크리스타 호킨스
- 로런 딘 : 로런 힉스
- 보디 엘프먼[1] : 밴
- 댄 버틀러 : NSA 관리책임자
- 세스 그린 : 셀비
- 톰 시즈모어 : 핀테로
- 제이슨 로바즈 : 해머슬리
- 필립 베이커 홀 : 변호사
- 브라이언 마킨슨 : 변호사
- 래리 킹 : 본인
- 이바나 밀리체비치 : 속옷가게 판매원

## 한국어 더빙 성우진

### KBS (2001년 9월 29일)
- 김일 - 로버트 클레이턴 딘(윌 스미스)
- 이완호 - 에드워드 "브릴" 라일(진 해크먼)
- 박상일 - 토마스 브라이언 레이놀즈(존 보이트)
- 이선 - 칼라 딘(레지나 킹)
- 홍시호 - 로런 힉스(로렌 딘)
- 김승준 - 셀비(세스 그린)
- 유영환 - 대니얼 자비츠(제이슨 리) / 핀테로(톰 시즈모어)
- 김영진 - 가짜 브릴(개브리얼 번) / 존스(스콧 칸)
- 김계원 - 필립 해머슬리 의원(제이슨 로버즈) / 마크 실버버그(필립 베이커 홀) / 래리 킹(본인)
- 김정호 - 존 빙햄(이언 하트) / 제리 밀러(제임스 러그로) / 변호사(브라이언 마킨슨)
- 김새영 - 샘 앨버트 의원(스튜어트 윌슨) / 국가안보국 국장(댄 버틀러)
- 이연희 - 에밀리 레이놀즈(애나 건) / 대런(바비 보리엘로) / 크리스타 호킨스(로라 케이우엣) / 속옷가게 판매원(이바나 밀리체비치)
- 최문자 - 레이첼 F. 뱅크스(리사 보넷) / 에릭(자스카 워싱턴) / 유모(레베카 실바로)
- 최병상 - 밴(보디 엘프먼) / 레니(그랜트 핼슬로브)
- 구자형 - 크루그(제이크 부시)
- 김관진 - 피들러(잭 블랙)
- 오인성 - 데이비드 프랫(배리 페퍼)
- 전인배 - 제이미 윌리엄스(제이미 케네디)

### SBS (2006년 10월 21일)
- 김일 - 로버트 클레이턴 딘(윌 스미스)
- 김용식 - 에드워드 "브릴" 라일(진 해크먼)
- 정동열 - 토마스 브라이언 레이놀즈(존 보이트)
- 이용순 - 칼라 딘(레지나 킹)
- 강구한
- 이종혁
- 이재용
- 변종필
- 이상범
- 이장원
- 소연
- 양석정
- 이현주

## 같이 보기
- 국가의 적